# Nord veritable
El nord veritable és un terme de navegació es refereix a la direcció de Pol Nord en relació amb la posició del navegant. Aquest concepte va ser descobert i reportat pel xinés Shen Kuo al segle xi.
El nord veritable es compara amb el Nord magnètic i la xarxa nord (la direcció cap al nord al llarg de les línies d'una projecció cartogràfica).
La direcció del nord veritable està marcada en el cel per pol nord celeste. Per a la majoria dels casos pràctics, és la posició d'Alfa Ursae Minoris (Polaris). Però, a causa de la precessió de l'eix de la Terra, el nord veritable gira en una rotació que triga al voltant de 2500 anys en completar-se. El 2002, Polaris es trobava en la seva posició més propera al pol nord celeste. Fa 2000 anys en canvi l'estrella més propera al pol nord celeste era Alfa Draconis (Thuban).